# 오펠
오펠(독일어: Opel)은 독일의 자동차 회사로, 스텔란티스 계열이다. 본사는 독일 헤센주 뤼셀스하임에 있다.
1863년 1월 21일에 설립했고, 1899년부터 자동차를 생산하기 시작했다. 1929년에 GM이 인수한 이래, 대표적인 GM 유럽의 자회사였다. 오펠은 제너럴 모터스 유럽(GM Europe)의 한 축이자, 영국의 복스홀(Vauxhall)과 함께 유럽에서 가장 큰 GM의 핵심 브랜드였다. GM의 경영난으로 2009년에 캐나다의 자동차 부품업체인 마그나에 매각을 추진하여 양해 각서까지 체결했으나, 같은 해 11월에 갑작스럽게 GM 본사에서 이를 철회하여 GM에 잔류하게 되었다. 그리고 GM 본사에서는 오펠의 매각을 지시했었던 당시 오펠 사장인 칼 피터 포스터를 경질하고, 11월 11일에 전 GM대우 사장이었던 닉 라일리를 오펠 사장 겸 해외 총괄자 자리에 앉혔다. GM대우가 새한자동차 시절부터 레코드의 후륜구동 플랫폼을 갖고 와서 변형한 중형차 로얄 시리즈와 카데트 E 베이스의 전륜구동 소형 월드카 르망 등 오펠의 기본 설계를 갖고 온 승용차들이 많으며, 크루즈와 올란도의 경우 오펠의 대표적인 전륜구동 소형차인 아스트라의 전륜구동 플랫폼을 공유한다. 윈스톰 맥스의 경우 오펠/복스홀 안타라로도 수출 했다. 오펠 인시그니아의 전륜구동 플랫폼은 한국GM 알페온, 쉐보레 말리부, 쉐보레 임팔라, 캐딜락 XTS, 뷰익 라크로스와 공용한다.
2017년 3월 7일에 PSA 푸조 시트로엥이 23억 달러에 인수하면서, GM은 유럽 시장에서 캐딜락을 제외한 나머지 브랜드를 모두 철수했다.

## 현재의 모델 범위
2013년 기준으로 발표된 오펠 생산 차량은 다음과 같다:
| 아담       |  | 경차                   | - 해치백                                   |
| 아길라     |  | 경차                   | - 해치백                                   |
| 암페라     |  | Plug-in hybrid         | - 해치백                                   |
| 안타라     |  | 준중형 크로스 오버 SUV | - SUV                                      |
| 아스트라   |  | 준중형 차              | - 해치백 - 세단형 자동차 - 웨건형 자동차   |
| 카스카다   |  | 준중형 차              | - 컨버터블                                 |
| 코르사     |  | 소형차                 | - 해치백                                   |
| 인시그니아 |  | 중형차                 | - 세단형 자동차 - Liftback - 왜건형 자동차 |
| 메리바     |  | 소형 MPV               | - MPV                                      |
| 모카       |  | 소형 크로스 오버 SUV   | - SUV                                      |
| 자피라     |  | 준중형 MPV             | - MPV                                      |

### 상용차
| 콤보   |  | 소형 상용차   | - 승합차        |
| 비바로 |  | 중형 상용차   | - 승합차 - 트럭 |
| 모바노 |  | 준대형 상용차 | - 승합차 - 트럭 |

### OPC 모델
오펠은 OPC라는 브랜드를 별도로 개설하여
고성능 모델들을 판매하고 있다.
| 아스트라 OPC   |  | 준중형 스포츠카 | - 해치백                                   |
| 코르사 OPC     |  | 소형 스포츠카   | - 해치백                                   |
| 인시그니아 OPC |  | 중형 스포츠카   | - 세단형 자동차 - Liftback - 왜건형 자동차 |

## 같이 보기
- 스텔란티스